# 哈拉尔德·吕克纳
哈拉尔德·吕克纳（瑞典語：Harald Lückner，1957年3月27日—），瑞典男子冰球运动员。他曾代表瑞典参加1980年冬季奥林匹克运动会冰球比赛，获得一枚铜牌。他也曾获得1981年世界男子冰球锦标赛亚军。